# Erik Andersson (nadador)
Erik Tony Emanuel Andersson (Vänersborg, 10 de septiembre de 1984) es un deportista sueco que compitió en natación. Ganó una medalla de bronce en el Campeonato Europeo de Natación en Piscina Corta de 2004, en la prueba de 4 × 50 m libre.

## Palmarés internacional
| Campeonato Mundial en Piscina Corta | Campeonato Mundial en Piscina Corta | Campeonato Mundial en Piscina Corta | Campeonato Mundial en Piscina Corta |
| Año                                 | Lugar                               | Medalla                             | Prueba                              |
| ----------------------------------- | ----------------------------------- | ----------------------------------- | ----------------------------------- |
| 2004                                | Viena (Austria)                     | Medalla de bronce                   | 4 × 50 m libre                      |